# 3580 Avery
3580 Avery eller 1983 CS2 är en asteroid i huvudbältet som upptäcktes den 15 februari 1983 av den amerikanske astronomen Norman G. Thomas vid Anderson Mesa Station. Den har fått sitt namn efter upptäckarens barnbarn Avery J. Thomas.
Asteroiden har en diameter på ungefär 8 kilometer.